# Rockhausenia nubigena
La chicoria blanca o cóndor cebolla (Rockhausenia nubigena) es una especie de hierba andina de la familia Asteraceae.

## Distribución y Hábitat
Se encuentra formando parte de los bofedales y crece a lo largo de toda esta formación vegetal. Bajo este nombre se está considerando al menos dos entidades diferentes: la que tiene forma típica de hojas glaucas y prefiere ambientes no necesariamente húmedos, y otra que correspondería a W. disticha (considerada actualmente como un sinónimo). Esta última forma es la más frecuente en los humedales altoandinos (Argentina, Bolivia, Chile, Colombia, Ecuador, Perú, Costa Rica) donde desarrolla poblaciones muy grandes que pueden llegar a cubrir todo el bofedal y desplazar a otras especies.

## Taxonomía
La especie fue descrita inicialmente como Werneria nubigena por Carl Sigismund Kunth y publicado en Nova Genera et Species Plantarum (quarto ed.) 4: 193, en 1818, actualmente, es tanto un sinónimo como el basónimo de esta; y ulteriormente sería transferida al género Rockhausenia por David John Nicholas Hind en Kew Bulletin 77(3): 696, en 2022.

#### Etimología
Ver: Rockhausenia
nubigena: epíteto latino que significa "que crece entre las nubes".

## Importancia económica y cultural

### Usos en medicina tradicional
Se ha reportado su utilización en el Callejón de Huaylas para el tratamiento de problemas de diarrea y en los baños contra el frío. También, en el mismo territorio, la decocción se utiliza por vía oral para el tratamiento del cáncer uterino.

## Nombres comunes
- Lleqllish qora, tarqoy, cebolla, cóndor cebolla,[2] patsa maki,[8] wiskur cebolla,[10] condorpa cebollan,[11] cebolla de gallinazo,[12] recrish-ccora.[9]